# 귀인 정씨 (고종)
보현당 귀인 정씨(寶賢堂 貴人 鄭氏, 1882년 ~ 1946년)는 고종의 후궁으로 본관은 해주(海州)이고 이름은 순기(淳基)이다.

## 생애
정방지거의 딸로 1882년(고종 19) 4월 10일에 한성 동부 숭신방(현 서울시 종로구 숭인동)에서 탄생하였다. 덕수궁의 궁인(宮人)으로 있다가 승은을 입어 1915년 8월 20일(양력) 황자 이우(李堣)을 낳았다. 이날 고종은 보현당(寶賢堂)에 임어(臨御)하여 영선군 이준용 및 종척(宗戚), 귀족(貴族)을 소견하여 황자 이우의 탄생을 축하하였다. 황자 이우(李堣)는 뇌막염으로 1916년 7월 25일(양력)에 조졸하였다. 정씨는 귀인에 책봉되고, 별세하였다. 묘소는 서울 동대문구 월곡동에서 도시개발로 경기도 고양시 덕양구 원당동 산38-4 서삼릉 권역 내 후궁묘역으로 이장하였다.

## 가족 관계
- 친정아버지 : 정방지거[6]
- 친정어머니 : 나주정(丁)씨
  - 남동생 : 정창교(창성)[7]
    - 친정조카 : 정원석
- 고모 : 정마리아
- 남편 : 대한제국 고종
  - 아들 : 황자 이우(李堣, 1915년 ~ 1916년)

## 같이 보기
- 대한제국 고종
- 보현당의 묘지기행